# Manuel Prado Ugarteche
Manuel Carlos Prado y Ugarteche, född 21 april 1889 i Lima, död 15 augusti 1967 i Paris, var en bankman som två gånger utsågs till president i Peru. Han var son till den tidigare presidenten Mariano Ignacio Prado, föddes i Lima och blev landets 43:e (1939–1945) och 46:e (1956–1962) president. Hans bror Leoncio Prado Gutiérrez var en militär hjälte som dog 1883, sex år innan Manuel Prado föddes.

## Biografi
Prado föddes i april 1889. Han studerade på college och blev bankman. 1915 störtade Prado, tillsammans med general Benavides, Guillermo Billinghurst och hans regering under första världskriget, i vilket Peru förblev neutralt. Benavides blev juntans president. Prado fängslades senare, han deporterades till Chile och gick i exil i Frankrike. Han återvände 1932. Han utsågs till styrelseordförande för Peruvian Vapores Company och general manager och president för Central Reserve Bank of Peru, som han arbetade för från 1934 till 1939. Han ställde upp i och vann valet 1939. Under sin första administration gick Peru segrande mot Ecuador i det ecuadorianska-peruanska kriget. Peru blev det första landet i Sydamerika som bröt förbindelserna med axelmakterna, när Peru förklarade krig mot dessa. Efter slutet av sin administration reste han till Paris 1945 och kom så småningom tillbaka. Han besegrade Belaúnde i valet 1956, när hans andra administration kom till makten. Han stod på USA:s sida i kalla kriget, men avsattes i en kupp, ledd av Ricardo Perez Godoy 1962. Han gick i exil till Paris, där han dog 1967.

### Valet 1939
I det allmänna valet 1939 valde president Oscar R. Benavides Prado som sin presidentkandidat. Mot denna officiella kandidatur stod José Quesada Larrea, en ung advokat, född i Trujillo, Peru, som för sin kampanj förvärvade tidningen La Prensa, varifrån han kämpade för valfrihet, i regeringens uppenbara syfte att manipulera resultaten.
APRA-partiet, som var det viktigaste partiet i landet, förbjöds. En annan viktig politisk kraft, Sanchecerrista Revolutionary Union, upphävdes också när dess ledare, Luis A. Flores, förvisades. Vid valtillfället begärde både Prado och Quesada stöd från apristas (medlemmar och anhängare av APRA) men de beslutade sig för att inte ta ställning. Prado ställde upp som kandidat för en konglomerat av små partier.
Inför valet stängde regeringen ner La Prensa. När valresultatet kungjordes stod Prado som segrare, med stor övervikt. Det talades om massbedrägeri.

### Första regeringsperioden (1939–1945)
Manuel Prado övertog presidentposten den 8 december 1939. Som politiker var han fram till dess nästan okänd, han förutspådde att han inte skulle sitta länge i ämbetet, men använde en kombination av taktisk list, strategisk flexibilitet och personlig charm som gjorde honom till en av Perus mest effektiva politiker under 1900-talet. Hans regering fortsatte till stor del det arbete som utfördes av general Benavides och var relativt demokratiskt. Regeringen drabbades av konsekvenserna av andra världskriget, som hade en kraftig inverkan på handeln. Importen sjönk kraftigt men exportprodukter som socker, bomull, metaller och gummi ökade. Bristen på importprodukter för inhemsk konsumtion medförde att nya industrier framgångsrikt ersatte utländska produkter. Kriget fick många "nyrika" att dyka upp.
Internationellt sett hade Prado två anmärkningsvärda framgångar:
Det första var det segerrika kriget mot Ecuador och undertecknandet av Rio de Janeiro-protokollet, garanterat av USA, Brasilien, Chile och Argentina, som försökte lösa den gamla gränsprocessen som i mer än ett sekel hade uppehållit peruanska regeringens kansli. Problemet skulle återuppväcktes något senare i och med att Ecuador inte erkände protokollet. Den andra framgången var ett kontinentalt solidaritetsstöd från USA sida och stöd från demokratier som axelmakterna (Tyskland, Italien och Japan) under andra världskriget. Peru var det första landet i Latinamerika som bröt förbindelserna med axelmakterna, och under ett extraordinärt kanslermöte som hölls i Rio de Janeiro i början av 1942 var det den peruanska inställningen som fick representanter för andra amerikanska länder att stödja USA. Denna proamerikanism förde med sig en del överdrifter, som att tillåta USA att upprätta en flygbas i Talara (norra Peru), och massdeportation av tyska och japanska invånare till fångläger. Inrikes, trots att Prado betraktades som en demokratisk regering, förbjöd han Aprista-partiet; det var först under det sista året av sin regering, med anledning av det allmänna valet, som han legaliserade valdeltagandet av APRA, som vid det tillfället var en del av National Democratic Front under namnet "Folkets parti". Däremot stödde många kommunister Prado, i internationellt sammanhang, eftersom Sovjetunionen tillhörde det allierade blocket.
Prado satt vid makten till slutet av sin period. Till hans efterträdare hade José Luis Bustamente y Rivero utsetts. Armén grep dock makten i oktober 1948 under ledning av general Manuel A. Odría. APRA gjordes olagligt och Prado gick i exil till Paris.

### Andra regeringsperioden (1956–1962)
Odrias regering hade haft några framgångsrika år, men ekonomin hade försämrats och ett konglomerat av konservativa och moderata övertalade Prado att åter ställa upp i valet, vilket han accepterade.
Valen hölls den 17 juni 1956. De officiella resultaten var följande: Manuel Prado Ugarteche, 568 134 röster (45,5%); Fernando Belaunde Terry, 457 638 röster (36,7%) och Hernando de Lavalle, 222 323 röster (17,8%).

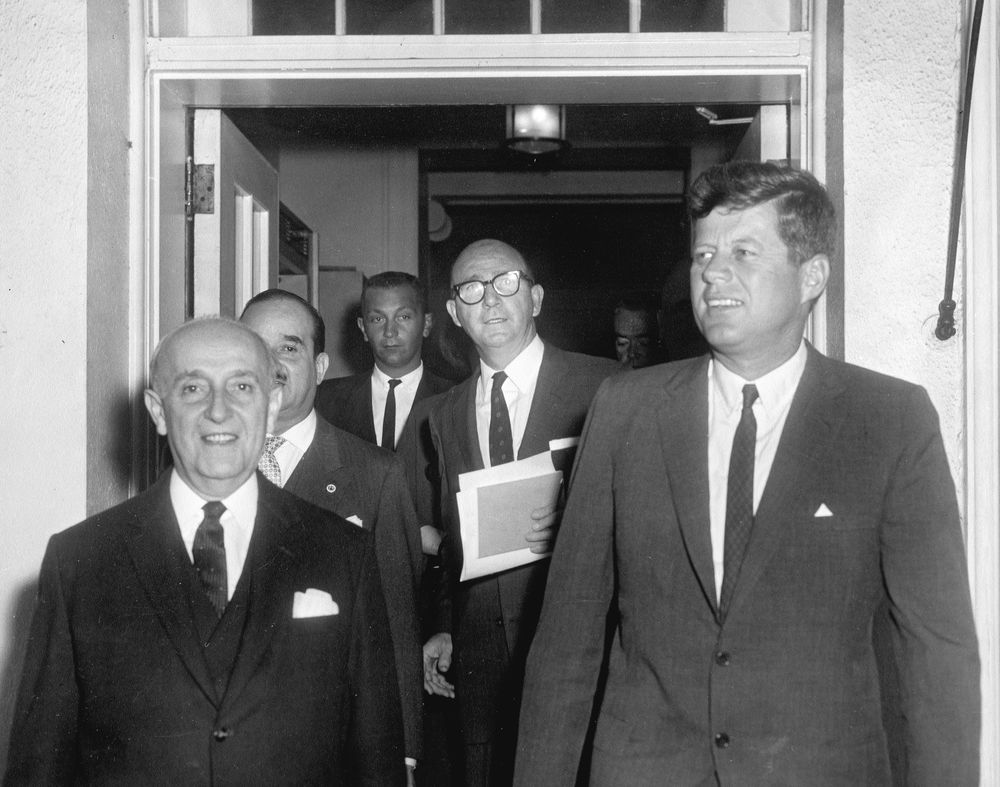
Prado med John F Kennedy i september 1961

Under Prados andra presidentskap (1956–1962) var det enda betydande förbjudna partiet APRA (Alianza Popular Revolucionaria Americana), som fråntogs makten och förbjöds 1948 av president Manuel Odría. Prado meddelade att han skulle lägga fram ett lagförslag till den nyvalda kongressen för att legalisera APRA ännu en gång. Lagförslaget antogs senare och APRA:s berömda grundare, Víctor Raúl Haya de la Torre, återvände från utländsk exil.
Denna regering utvecklades i ett klimat av turbulens motiverat av den ekonomiska krisen som presenterade sig med allt mer alarmerande egenskaper; på grund av den turbulens som uppstod på landsbygden till förmån för förverkligandet av jordreformen och en kraftfull kampanj av nationell räckvidd för återhämtning av oljefälten i La Brea och Pariñas som olagligt fortsatte att drivas av det amerikanska företaget International Petroleum Company. Ledningen av oppositionen övertogs av arkitekten Belaúnde, som organiserade ett nytt massparti: Acción Popular, som förberedde sig för nästa allmänna val, där han skulle ha en framträdande plats. Tidningarna El Comercio och La Prensa gjorde också motstånd, men kunde inte räkna med La Crónica, en tidning som ägdes av familjen Prado, eftersom den var mer inriktad på sport och polisfrågor. I den ekonomiska ordningen var det största problemet budgetmässigt, som hade sitt ursprung i lågkonjunkturen i USA 1957. Exportprodukterna deprecierades avsevärt och det var ont om dollar, så den peruanska valutan devalverades. Pedro G. Beltrán, direktör för tidningen La Prensa, fortsatte sedan med att stödja regeringen (1959) och utsågs till finansminister och ordförande för ministerrådet. Uppdraget var att få ordning på finanserna, balansera budgeten och stabilisera valutan, vilket uppnåddes, inte utan att först anta antipopulära åtgärder som att öka bensinpriset, minska matsubventionerna och öka skattetrycket. Det var en liberal politik.
Under dessa år började urbaniseringen märkas och slummen runt Lima ökade, till den grad att man talade om "eländets bälte" som började omringa huvudstaden. Sammantaget gjorde Prado inte mycket för att förbättra situationen och tillståndet för den nationella majoriteten som fortsatte att leva under fruktansvärda förhållanden.
När slutet av regeringen närmade sig var det folkliga missnöjet obestridligt. Strejkerna skars ned och högljudda och till och med våldsamma protester gjordes på gatorna. Förutom den ekonomiska politiken kritiserades presidentens egen personlighet, pompös och lättsinnig i svåra tider.
På ett personligt plan lyckades Prado 1958 få den katolska kyrkan att annullera hans äktenskap med Enriqueta Garland för att gifta sig med Clorinda Málaga från Lima, vilket orsakade något av en skandal bland de konservativa grupperna i Lima. 1961 var han den första utländska statschefen som besökte Japan efter andra världskriget.
1962 avsattes Prado efter en militärkupp. Han tilläts gå i exil till Paris där han blev kvar till sin död.

### Senare år
Prado lämnade Peru och bosatte sig i Paris. Han gjorde ett kort besök i sitt hemland när han firade hundraårsminnet av slaget vid Callao (2 maj 1966), då han hyllades för att vara son till president Mariano Ignacio Prado, som kom till Peru under den sista etappen av konflikten med Spanien 1865–66. Han dog i Paris året därpå. Han begravdes på Presbítero Maestro-kyrkogården, bredvid sin far.

### Utmärkelser
Prado har tilldelats Italienska republikens förtjänstorden, Förbundsrepubliken Tysklands förjänstorden och Isabella den katolskas orden.

## Bildgalleri

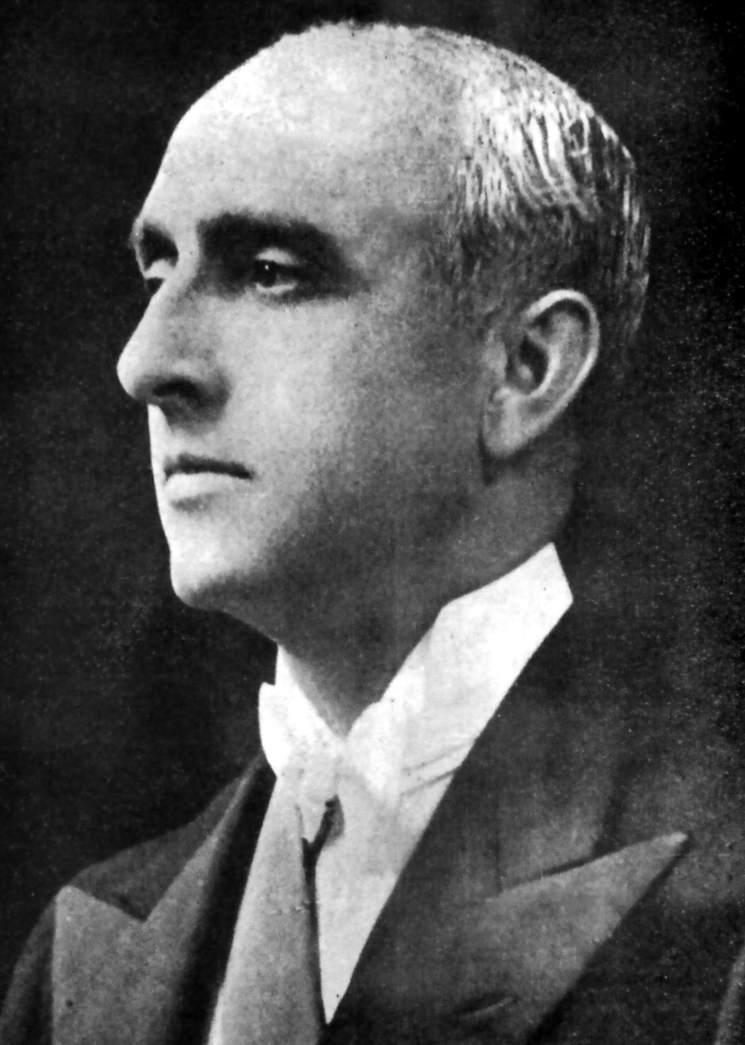
Prado i sina unga år
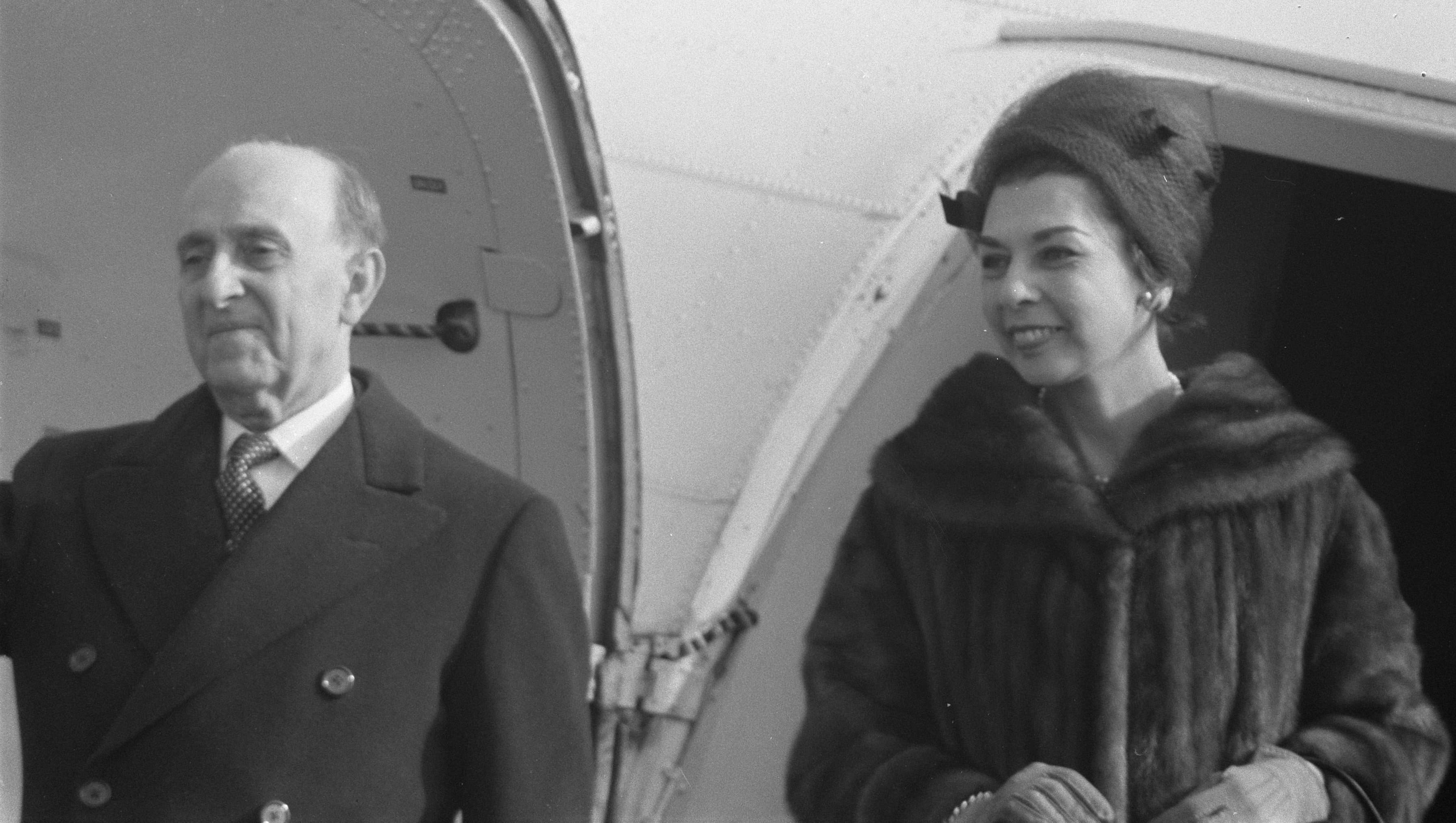
Prado med sin fru
Vapen
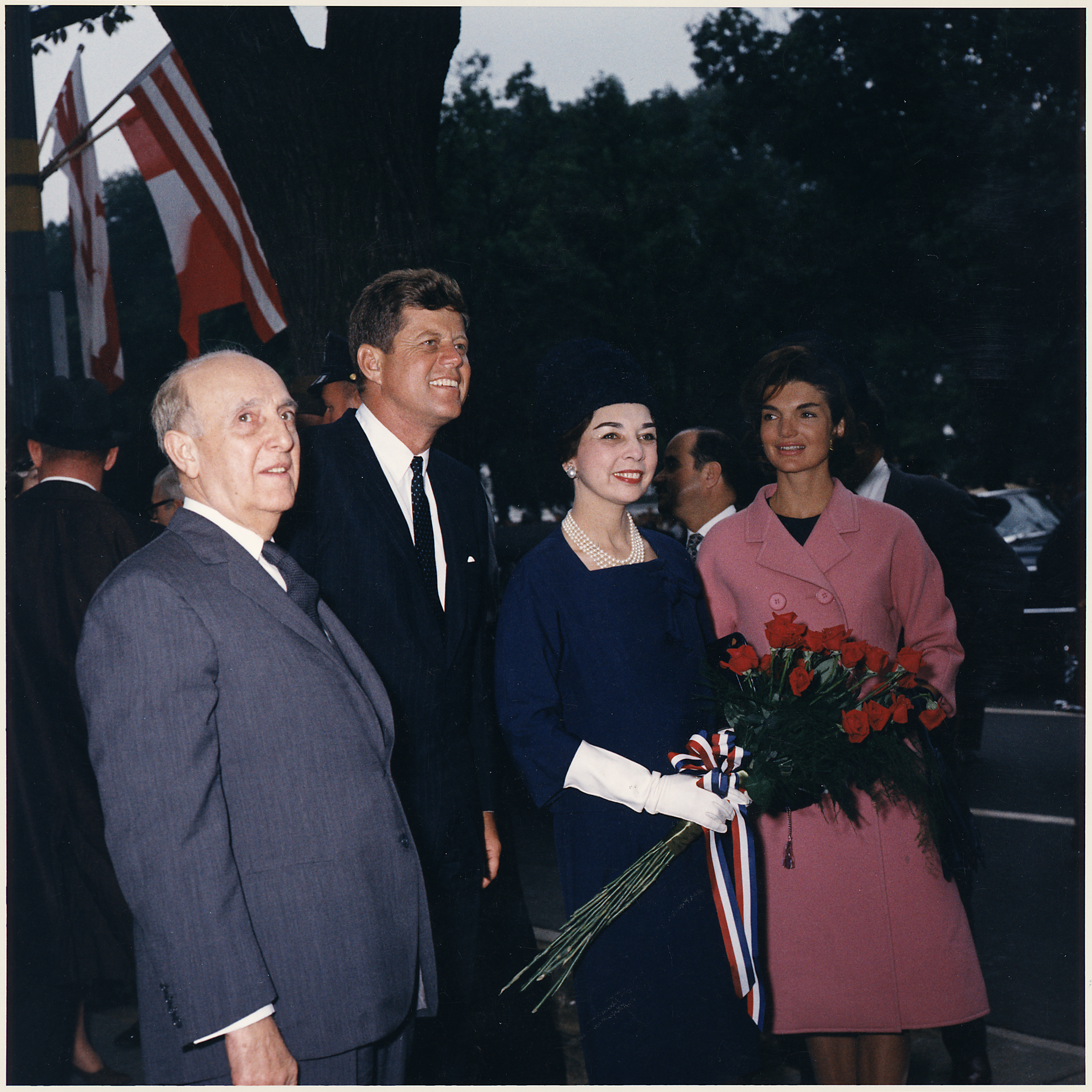
Prado med sin fru, president John F. Kennedy, och Kennedys fru